# The Happiest Girl in the World (Film)
The Happiest Girl in the World (Originaltitel: Cea mai fericită fată din lume) ist ein rumänischer Film aus dem Jahre 2009. Regie führte Radu Jude. Der Film war sein Spielfilmdebüt. Er feierte seine Premiere auf der Berlinale 2009.

## Handlung
Delia, eine junge Frau aus der rumänischen Provinz, hat in einer Treueaktion eines Limonadenherstellers ein Auto gewonnen. Die Bedingung für den Gewinn ist es allerdings, sich in dem Auto für einen Werbespot filmen zu lassen und das Produkt zu bewerben. Zusammen mit ihren Eltern macht sie sich auf den Weg nach Bukarest, dabei gibt es bereits auf der Fahrt Streit über den Gewinn. Delia möchte das Auto behalten, während ihr Vater es verkaufen und das Geld lieber investieren möchte. 
Als sie am Set angelangt sind, zeigt sich, dass der Dreh für die schüchterne Delia viel strapaziöser wird als angenommen. Während der Dreharbeiten kommt es zu heftigen Diskussionen mit den Eltern, wer das Recht habe, über den Gewinn zu verfügen. Erst als die drei die Arroganz der Filmcrew zu spüren bekommen, gelingt es ihnen, sich zu versöhnen.

## Kritik
„Andreea Bosneag spielt dieses Mädchen mit einem wunderbar beredten Insichgekehrtsein zwischen Trotz, Resignation und Revolte. Doch an diesem Tag wird sie sich wehren wie noch nie – und Radu gelingt es, auch diesen Aufstand eines jungen Mädchens so ins Alltägliche aufzulösen, das man ihn beinahe übersehen könnte. Seine Regie verrät nie zu viel auf einmal, woran auch diese Filmkritik sich halten möchte. Nur soviel: Den Hauptteil von ‚The Happiest Girl in the World‘ bildet das, was man die Dekonstruktion eines Werbefilmdrehs nennen könnte. Das ist zwar nicht unbedingt neu, ebenso wenig wie die Einsicht, dass Hauptgewinne nicht in jedem Fall glücklich machen.“